# Ars nova

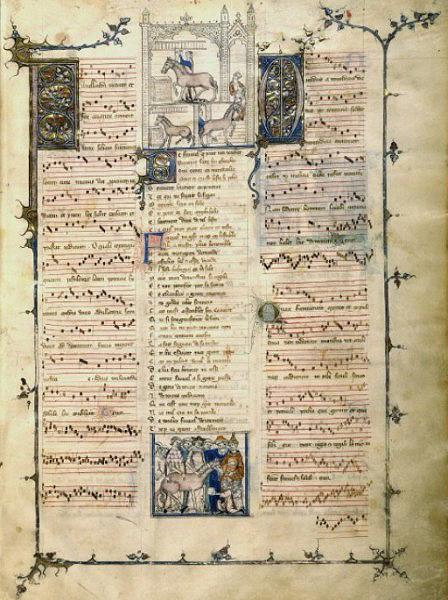
Stránka francouzského rukopisu Romana de Fauvela (cca 1318), „první praktický zdroj hudby Ars nova“.

Ars nova („nové umění“) byla striktně vzato nová metoda hudební notace, ars nova notandi (nová notační technika). Velké možnosti zápisu, které tato metoda zavedla, však podpořily rozvoj zcela nového hudebního stylu, který nakonec dostal stejné jméno a převládl ve 14. století zejména ve Francii a Itálii. Jde o označení jedné z etap středověké hudby v Evropě v období vrcholného středověku. Naproti tomu notační technika a styl předchozího období se staly známými jako Ars antiqua (staré umění). Hlavní formální a estetické rozdíly oproti předchozí fázi se projevily v oblasti rytmické, harmonické a tematické, přičemž byly upřednostněny žánry profánní hudby. Vzniklo nebo se prosadilo několik nových kompozičních struktur, například moteto a madrigal.
V oblasti notace samotné byl zdokonalen systém notového osnovy, upraveny vzory a hodnoty jednotlivých not a zavedeno několik zcela nových symbolů, které skladatelům a interpretům poskytly mnohem pružnější a přesnější grafický nástroj k popisu a přenosu technického pokroku a rostoucího a jemného zdokonalování praktické hudby. Ke konci období se inovace ještě více zdokonalily a daly vzniknout škole zvané Ars subtilior, jemnější umění.

Přestože během zhruba 150 let, kdy se principy Ars nova rozšířily, vznikly dva hlavní systémy notace, jeden ve Francii a druhý v Itálii, italský systém se nedokázal prosadit ve velkém měřítku a brzy zanikl tváří v tvář větší efektivitě francouzského systému. Tolik změn bylo odrazem tvůrčího a zvídavého přechodného období mezi středověkem a renesancí, kdy vesmír prvních fází středověku, ovládaný téměř monolitně katolickou církví, ustoupil sekularizovanější společnosti, v níž se vliv humanismu, scholastiky, příklon k logickému a racionalistickému přístupu k poznání a idealistické myšlení řecko-římské klasické civilizace, nyní oživené, staly určujícími silami celého jejího vývoje. Dědictvím této etapy intenzivní činnosti a obnovy v hudbě byla v oblasti techniky systematizace základních prvků dnes používaného systému hudebního zápisu a položení základů vícehlasé polyfonie a moderní harmonie, v oblasti estetiky pak osvobození skladatelů od závislosti na církevních formách pro vyjádření jejich nejlepší hudby, což zároveň umožnilo jejich individuálním tvůrčím osobnostem získat legitimitu a najít nový prostor pro vyjádření. Ars nova byla navíc inspirací pro skladatele dvacátého století a podnítila výzkum rytmického, percepčního, strukturálního a harmonického základu, který vedl k revoluci celého moderního hudebního umění a konkrétně také vedl k vytvoření techniky hudebního serialismu.

## Význam období pro vývoj hudby

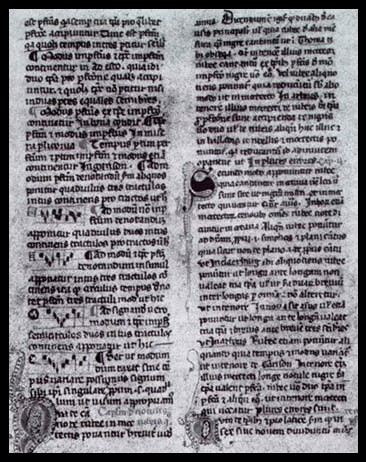
Ars nova, traktát Phillippa de Vitryho

Nejslavnějším představitelem francouzské ars novy byl diplomat, básník a hudebník Guillaume de Machaut (mj. bývalý sekretář českého krále Jana Lucemburského). Napsal desítky motet, balad, písní (chanson) a virelai. Jeho nejvýznamnějším dílem je ale čtyřhlasá Messe de Nostre Dame napsaná pro remešskou kapitulu, jíž byl kanovníkem. Jde o nejstarší známé zpracování mešního ordinaria. Mezi další významné představitele patří Phillippe de Vitry. Věnoval se především hudební teorii a je autorem traktátu „Ars nova“, pojednávajícího o rytmu a notaci. Stal se tím vlastně zakladatelem tohoto směru. Památky z této doby se zachovaly v rukopisech, uložených především v pařížské Národní knihovně. Hudebním přínosem francouzské ars novy je svěží melodika (doprovodné, dodatečně komponované hlasy se od nynějška umisťují pod první hlas, nikoli nad něj jako dříve), snaha o jednotné rytmické členění hlasů (začíná převažovat „imperfektní“, tedy binární dělení not namísto staršího „perfektního“, tj. ternárního) a větší zájem o vertikální vztahy tónů, což je významná událost, neboť tímto krokem dochází k anticipaci a rozvoji harmonie coby jednoho ze základních atributů hudby.
Důležitým pramenem informací o hudbě stylu ars nova je i kritický traktát „Speculum musicae“ Jakuba z Lutychu, obhajující „staré umění“ (ars antiqua).
Další významné novinky přinesla italská ars nova, jejíž středisko bylo ve Florencii. Nejslavnějším autorem je Francesco Landini (též Landino), nejvýznamnější památkou Codex Squarcialupi. K dalšímu zvýraznění melodie a rytmu se objevuje i základní princip pozdější harmonie – odstup od paralelních postupů kvintových a oktávových k terciím a sextám. Důležitou složkou při provozování hudebních skladeb jsou nástroje, i když rozhodnutí, které z nich budou zrovna hrát, záleželo jen na momentálních možnostech, protože skladatelé nástroje ještě nepředepisovali.
V kompoziční technice se v době ars nova poprvé setkáváme s pojmem kontrapunkt.

## Hudební formy
Typickými formami italské ars nova byly
- madrigal, kde nejprve dva, později tři hlasy, rozvíjející se v samostatné melodie tvoří barvitou harmonii. Texty byly nejčastěji milostné, pastorální, poučné a satirické.
- ballata je lidová taneční píseň smíšeného původu (italského a provensálského). Nejoblíbenější vokální forma 14. a 15. století v Itálii a ve Španělsku.
- caccia (italsky lov, honba) vychází skladebně z kánonu. Zhudebňuje lovecké scény realistické lidové výjevy technikou dvojhlasého kánonu, doplněného dodatečně třetím hlasem. Někdy je základem tenor s táhlou melodií o větších notových hodnotách.